# Hamburger Stand
Hamburger Stand, é uma cadeia regional de fast food no oeste dos Estados Unidos. Além de seus hambúrgueres de baixo custo, o cardápio do restaurante apresenta itens de suas empresas irmãs Wienerschnitzel e Tastee-Freez em algumas de suas unidades. Possui filiais no Arizona, Califórnia, Colorado e Wyoming.

## História
Em 1979, a Wienerschnitzel tentou ampliar suas ofertas e acrescentou hambúrgueres a seus cardápios. No entanto, com pouco sucesso na década de 1980, a empresa (que acabou sendo renomeada para Galardi Group) deu início a duas novas redes em 1983, The Original Hamburger Stand e Weldon's gourmet hamburgers (que foi descartada na década de 1990). As unidades da Wienerschnitzel com baixo desempenho foram substituídas pelo The Original Hamburger Stands em locais como a área de Denver. O custo original dos hambúrgueres, batatas fritas e bebidas era de US$ 0,39 cada.